# 19 mai 1959
Le mardi 19 mai 1959 est le 139e jour de l'année 1959.

## Naissances
- Etienne Dubuis, journaliste suisse
- Andreas Wirsching, historien allemand
- Edward Decter, réalisateur américain
- Jim Ward, acteur américain
- Mūza Rubackytė, musicienne lituanienne
- Marc-Antoine Jamet, homme politique français
- Marie Béatrice Umutesi, écrivaine rwandaise
- Mikheil Kalatozishvili (mort le 12 octobre 2009)
- Nicole Brown Simpson (morte le 12 juin 1994)
- Paul Cayard, skipper américain
- Wolfgang Popp, joueur de tennis allemand

## Décès
- Margarete Teschemacher (née le 3 mars 1903), artiste lyrique